# Ictiopatologia
Ictiopatologia é o estudo das doenças dos peixes. O desenvolvimento do cultivo de peixes (piscicultura) coloca essa como uma importante atividade de produção animal no cenário mundial. O Brasil, por sua vez, é considerado o país de maior potencial para a piscicultura devido a alta disponibilidade de água propícia para a criação de peixes. A rápida difusão de novas tecnologias de instalações e de manejo geradas pela pesquisa nacional também contribuem significativamente para os bons resultados da pisciultura nos últimos anos. Contudo, não há atividade de produção animal viável economicamente sem um bom programa de prevenção e controle de enfermidades. Sendo assim, a ictiopatologia assume um papel vital, para garantir a sanidade dos peixes.

## Etimologia
A palavra ictiopatologia tem origem a partir de 3 palavras do grego: ichthys que significa peixe; pathos que significa doença; e logos que significa estudo.

## Ictiopatologia no sentido amplo

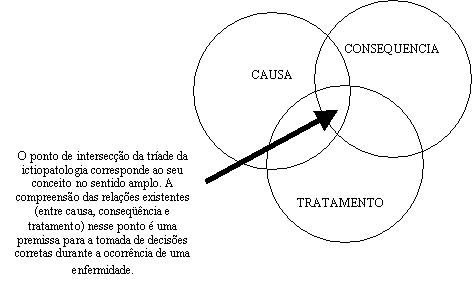
Ilustração do diagrama das inter-relações entre causa,consequência e tratamento.

A ictiopatologia, no sentido amplo, compreende as causas, conseqüências e tratamentos das enfermidades que acometem os peixes.  A tríade causa, conseqüência e tratamento confere ao termo ictiopatologia um maior grau de complexidade, pois abrange várias áreas de conhecimento da medicina veterinária especializada no estudo das enfermidades dos peixes.

### Causas
Em relação as causas das doenças devemos considerar os agentes físicos, químicos e biológicos. Como exemplo de um agente biológico, temos os parasitas, bactérias e vírus. Como exemplo de agente químico, temos quase sempre envolvido um componente tóxico para o peixe. A contaminação ambiental por pesticidas, ou elevados níveis de amônia exemplificam muito bem um agente químico. Como
exemplo de agente físico, temos traumatismos diversos por captura, ou em decorrência do transporte. Poderíamos citar também como agente físico a temperatura da água.

### Consequências
Quanto as conseqüências, nos deparamos  com as injúrias que um determinado agente provoca ao peixe. Tecnicamente, podemos denominar essas conseqüências de fisiopatogenia.

### Tratamento
O tratamento, compreende os diversos procedimentos adotados para repararmos as conseqüências e controlarmos, ou eliminarmos as causas. Pode, ou não envolver o uso de um fármaco. Na maioria das vezes, um tratamento consiste numa associação de uso de fármacos com adoção de técnicas de manejo sobre o meio ambiente aquático com o intuito de melhorar as condições da água.